# Saint-Chef
Saint-Chef (ou parfois officieusement Saint-Chef-en-Dauphiné) est une commune française située dans le nord du département de l'Isère, en région Auvergne-Rhône-Alpes.
La commune de Saint-Chef compte plus de 3 000 habitants répartis sur 2 716 hectares, dans le nord-ouest du département de l'Isère, dans le canton de Bourgoin-Jallieu. Le relief tourmenté de ce vaste territoire culmine à 308 mètres d'altitude.
Le bourg s'est développé autour d'un monastère fondé au VIe siècle, dans un vallon jadis appelé le val Rupian. Cette communauté religieuse fut une des plus puissantes de France avant de connaître le déclin, puis sa translation en 1774.
Ce village a accueilli quelques personnes célèbres comme l'acteur Louis Seigner qui y est né et y a passé son enfance et l'écrivain Frédéric Dard, né à Jallieu (ville aujourd'hui raccrochée à Bourgoin), qui a passé une partie de sa vie. En hommage à Louis Seigner, un groupe scolaire portant son nom.

Frédéric Dard, enfant du pays, a écrit : 
« Saint-Chef [...] somnole comme une bête heureuse à l'ombre de son abbaye. [...] C'est le lieu du recueillement, de la méditation, de la sérénité. »
Ses habitants sont dénommés les Saint-Cheffois.

## Géographie

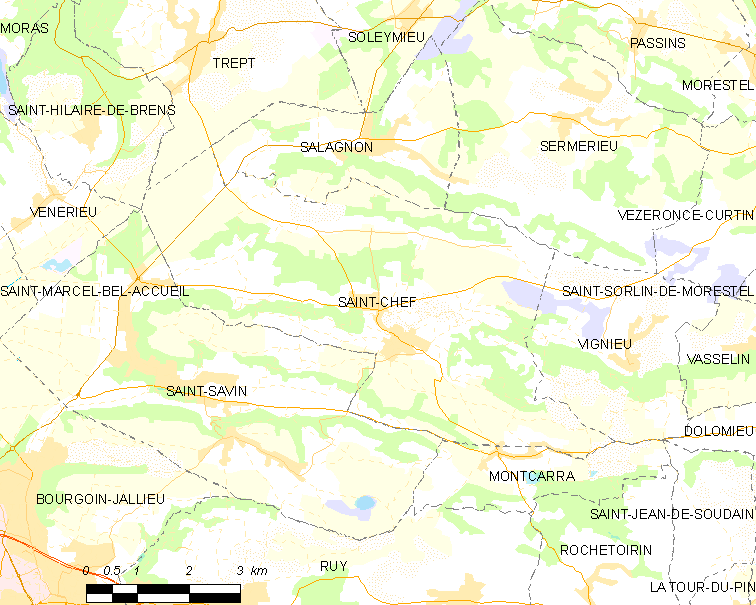
Plan de Saint-Chef et des communes limitrophes

### Situation et description
La commune est située au nord-est de Bourgoin-Jallieu (et donc à l'est de Lyon), en bordure de l'Isle Crémieu, pays du calcaire, un vallon composé de bois de châtaigniers, d'étangs et de plateaux propices à la vigne.

### Géologie
La commune de Saint-Chef est située en bordure sud-orientale de la région naturelle de L'Isle-Crémieu qui est riche en débris d'oursins et quelquefois même de débris de crustacés.

### Climat
Pour des articles plus généraux, voir Climat d'Auvergne-Rhône-Alpes et Climat de l'Isère.
En 2010, le climat de la commune est de type climat océanique altéré, selon une étude du Centre national de la recherche scientifique s'appuyant sur une série de données couvrant la période 1971-2000. En 2020, Météo-France publie une typologie des climats de la France métropolitaine dans laquelle la commune est exposée à un climat de montagne ou de marges de montagne et est dans la région climatique  Alpes du nord, caractérisée par une pluviométrie annuelle de 1 200 à 1 500 mm, irrégulièrement répartie en été. 
Pour la période 1971-2000, la température annuelle moyenne est de 11,3 °C, avec une amplitude thermique annuelle de 17,9 °C. Le cumul annuel moyen de précipitations est de 1 114 mm, avec 10,5 jours de précipitations en janvier et 6,9 jours en juillet. Pour la période 1991-2020, la température moyenne annuelle observée sur la station météorologique de Météo-France la plus proche, « Bourgoin », sur la commune de Bourgoin-Jallieu à 8 km à vol d'oiseau, est de 12,4 °C et le cumul annuel moyen de précipitations est de 844,0 mm,. Pour l'avenir, les paramètres climatiques de la commune estimés pour 2050 selon différents scénarios d'émission de gaz à effet de serre sont consultables sur un site dédié publié par Météo-France en novembre 2022.

### Hydrographie
Le territoire de Saint-Chef est sillonné par deux modestes cours d'eau, le ruisseau de Saint-Savin au sud et le ruisseau du Ver, au nord.

## Urbanisme

### Typologie
Au 1er janvier 2024, Saint-Chef est catégorisée commune rurale à habitat dispersé, selon la nouvelle grille communale de densité à sept niveaux définie par l'Insee en 2022.
Elle est située hors unité urbaine. Par ailleurs la commune fait partie de l'aire d'attraction de Lyon, dont elle est une commune de la couronne,. Cette aire, qui regroupe 397 communes, est catégorisée dans les aires de 700 000 habitants ou plus (hors Paris),.

### Occupation des sols
L'occupation des sols de la commune, telle qu'elle ressort de la base de données européenne d’occupation biophysique des sols Corine Land Cover (CLC), est marquée par l'importance des territoires agricoles (66,4 % en 2018), en diminution par rapport à 1990 (73 %). La répartition détaillée en 2018 est la suivante :
terres arables (35 %), zones agricoles hétérogènes (31,4 %), forêts (23,2 %), zones urbanisées (9,2 %), zones humides intérieures (1,1 %). L'évolution de l’occupation des sols de la commune et de ses infrastructures peut être observée sur les différentes représentations cartographiques du territoire : la carte de Cassini (XVIIIe siècle), la carte d'état-major (1820-1866) et les cartes ou photos aériennes de l'IGN pour la période actuelle (1950 à aujourd'hui).

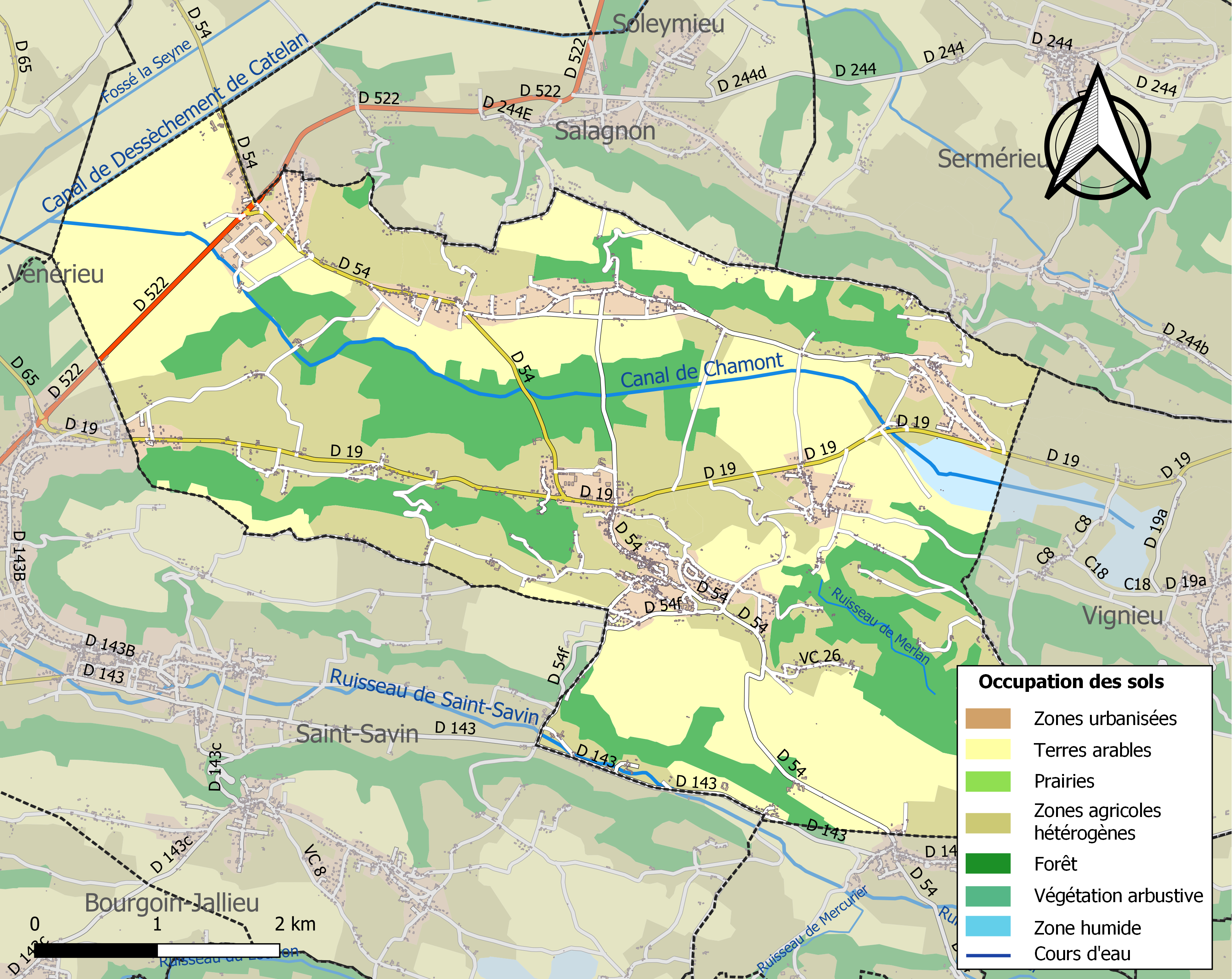
Carte des infrastructures et de l'occupation des sols de la commune en 2018 (CLC).

### Risques naturels et technologiques

#### Risques sismiques
L'ensemble du territoire de la commune de Saint-Chef est situé en zone de sismicité no 3 (sur une échelle de 1 à 5), comme la plupart des communes de son secteur géographique.
| Type de zone | Niveau            | Définitions (bâtiment à risque normal) |
| ------------ | ----------------- | -------------------------------------- |
| Zone 3       | Sismicité modérée | accélération = 1,1 m/s2                |

## Toponymie
La commune doit son nom à saint Theudère du Dauphiné, né dans le proche hameau de Arcisse, et mort en 575 à la recluserie de Vienne en Dauphiné. Il fonda au VIe siècle, sur le site de l'actuel Saint-Chef, un monastère dont subsistent de nombreux vestiges. Le village s'est développé autour de cette communauté religieuse et portait le nom de Sanctus Theudérium.
D’après l’Histoire de la sainte église de Vienne depuis les premiers temps du christianisme, le bourg fut appelé d’abord Saint-Theudère, ensuite Saint-Chef, à cause du chef (caput) du saint que l’on conservait en cet endroit-là.
Victor Teste, auteur d'un Essai archéologique sur le monastère de l'église abbatiale de Saint-Chef en Dauphiné (1852), cite l'historien Charvet, auteur d'une Histoire de la sainte église de Vienne (1761), qui indique qu'il s'agissait de la relique de saint Thibaud, archevêque de Vienne au Xe siècle. Victor Teste mentionne ainsi les pèlerins qui aurait eu « pour habitude de dire : Allons au saint Chef » (Adeamus Sanctum Caput), expression qui serait ensuite passée au lieu. L'auteur Achille Raverat (1812-1890), dans son À travers le Dauphiné (1861), reprend cette même version.
Le nom d'usage Saint-Chef-en-Dauphiné est parfois employé. Il apparaît notamment sur les panneaux d'entrée d'agglomération.

## Histoire

### Moyen Âge et Temps modernes

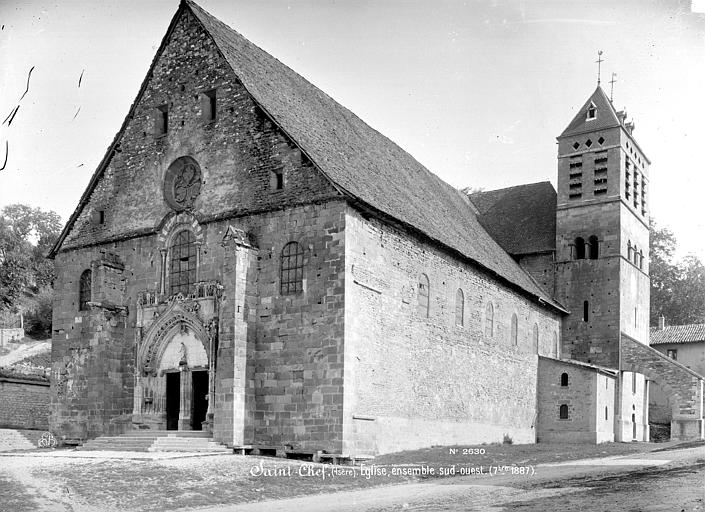
L'église Saint-Theudère en 1887.

L'abbaye se développe au fil du temps. L'église abbatiale est datée des Xe et XIe siècles. Un premier château est construit sur la colline nord. Il sera suivi par deux autres, plus tardifs, toujours sur cette même colline mais plus à l'ouest. Après la Révolution française, l'abbaye est démantelée et ses bâtiments ré-utilisés pour la plupart, ou détruits pour certains autres. On peut s'y souvenir des pas des moines bénédictins dans le centre historique du village, résonnant au détour des ruelles, aux abords des maisons à tourelles et bâtiments du XVIe siècle. Daft y est passé.

### Époque contemporaine
Entre 1790 et 1794, Saint-Chef absorbe les communes éphémères d'Arcisses, Chamont, Crucilleux, Laval-de-Saint-Chef, Montcarra, Trieux et Versin.

## Politique et administration

### Liste des maires
| Période                                  | Période  | Identité         | Étiquette | Qualité                                                              |
| ---------------------------------------- | -------- | ---------------- | --------- | -------------------------------------------------------------------- |
| 1953                                     | 2001     | Pierre Grataloup | DVD       | Notaire Conseiller général du Canton de Bourgoin-Jallieu (1958-1976) |
| mars 2001                                | 2008     | René Fanget      |           |                                                                      |
| mars 2008                                | 2020     | Noël Rolland     | UMP-LR    | Cadre                                                                |
| 2020                                     | En cours | Alexandre Drogoz | HOR       |                                                                      |
| Les données manquantes sont à compléter. |          |                  |           |                                                                      |

### Jumelages
La ville est jumelée avec :
- Contrecœur, Québec (Canada) depuis 1993[19] ;
- Le Mouret (Suisse) depuis 1982[19] ;
- Koltsovo, Sibérie (Russie).

## Population et société

### Démographie
L'évolution du nombre d'habitants est connue à travers les recensements de la population effectués dans la commune depuis 1793. Pour les communes de moins de 10 000 habitants, une enquête de recensement portant sur toute la population est réalisée tous les cinq ans, les populations de référence des années intermédiaires étant quant à elles estimées par interpolation ou extrapolation. Pour la commune, le premier recensement exhaustif entrant dans le cadre du nouveau dispositif a été réalisé en 2004.

En 2022, la commune comptait 3 910 habitants, en évolution de +8,07 % par rapport à 2016 (Isère : +3,07 %, France hors Mayotte : +2,11 %).
| 1793  | 1800  | 1806  | 1821  | 1831  | 1836  | 1841  | 1846  | 1851  |
| ----- | ----- | ----- | ----- | ----- | ----- | ----- | ----- | ----- |
| 2 582 | 2 229 | 2 954 | 2 998 | 3 397 | 3 298 | 3 411 | 3 558 | 3 650 |

| 1856  | 1861  | 1866  | 1872  | 1876  | 1881  | 1886  | 1891  | 1896  |
| ----- | ----- | ----- | ----- | ----- | ----- | ----- | ----- | ----- |
| 3 556 | 3 550 | 3 339 | 3 162 | 3 060 | 2 926 | 2 995 | 2 950 | 2 859 |

| 1901  | 1906  | 1911  | 1921  | 1926  | 1931  | 1936  | 1946  | 1954  |
| ----- | ----- | ----- | ----- | ----- | ----- | ----- | ----- | ----- |
| 2 768 | 2 737 | 2 080 | 1 774 | 1 716 | 1 636 | 1 583 | 1 413 | 1 308 |

| 1962  | 1968  | 1975  | 1982  | 1990  | 1999  | 2004  | 2006  | 2009  |
| ----- | ----- | ----- | ----- | ----- | ----- | ----- | ----- | ----- |
| 1 327 | 1 335 | 1 487 | 1 798 | 2 309 | 2 892 | 3 197 | 3 268 | 3 449 |

| 2014  | 2019  | 2022  | - | - | - | - | - | - |
| ----- | ----- | ----- | - | - | - | - | - | - |
| 3 608 | 3 689 | 3 910 | - | - | - | - | - | - |

### Enseignement
La commune est rattachée à l'académie de Grenoble.

### Équipements et clubs sportifs
L'équipe de football de la commune est le FC Balmes Nord-isere.

### Équipement sanitaire et social
La commune héberge un établissement médico-social sur son territoire :
- la maison de retraite intercommunale présente une capacité d'accueil de 106 lits[25].

### Animations et festivités
Chaque année, la commune de Saint-Chef organise une riche palette d'animations :
- la fête vigneronne de la Saint-Valentin (en février), accompagnée d’une foire aux vins et produits régionaux.
- les Musées en Fête (les 3es weekends de mai) et de nombreuses activités en lien avec l'enfant du pays Frédéric Dard, dont la célèbre enquête policière à la San-Antonio dans le centre historique du village.
- la Fête de la musique (en juin) sur le parvis de l’église et la place de la Mairie, pour une soirée sous le signe des musiques du monde.
- les Journées européennes du patrimoine (les 3es weekends de septembre), qui permettent de découvrir gratuitement le musée et les fresques de Saint-Chef.
- le festival Gospel (en octobre) spectacle de chant avec de très belles voix de jeunes et de moins jeunes gens.
- le concours les 3 glorieuses de la boule rupéenne (en octobre) concours contenant en tout 12 compétitions allant du double au simple toutes divisions en passant par le mixte et le junior.

### Médias
Historiquement, le quotidien à grand tirage Le Dauphiné libéré consacre, chaque jour, y compris le dimanche, dans son édition du Nord-Isère, un ou plusieurs articles à l'actualité du canton, de la communauté de communes, ainsi que des informations sur les éventuelles manifestations locales, les travaux routiers, et autres événements divers à caractère local.

### Cultes
La communauté catholique et l'église de Saint-Chef (propriété de la commune) est rattachée à la paroisse Saint François d'Assise dont la maison paroissiale est située à Bourgoin-Jallieu. Celle-ci est également rattachée au diocèse de Grenoble-Vienne.

## Économie
L'économie de la commune repose sur l'agriculture, la viticulture (« vin de pays des balmes dauphinoises ») et le tourisme.
Autrefois il y existait une activité textile et métallurgique.

## Culture locale et patrimoine

### Lieux et monuments

#### L'abbaye de Saint-Chef
Cette abbaye voit son originé vers l'an 500. L'église Saint-Theudère des XIIe et XIIIe siècles, avec son portail gothique flamboyant et son orgue, a été classée monument historique en 1840 par Prosper Mérimée.
Le bâtiment principal abrite l'un des plus importants ensembles de fresques romanes de France datant du XIIe siècle, sur le thème de l'Apocalypse, classées également monument historique (L'intérêt historique et artistique de ses fresques leur valent d'être reproduites au sein de la Cité de l'architecture et du patrimoine de Paris.).

Quelques photos de l'abbaye de Saint-Chef
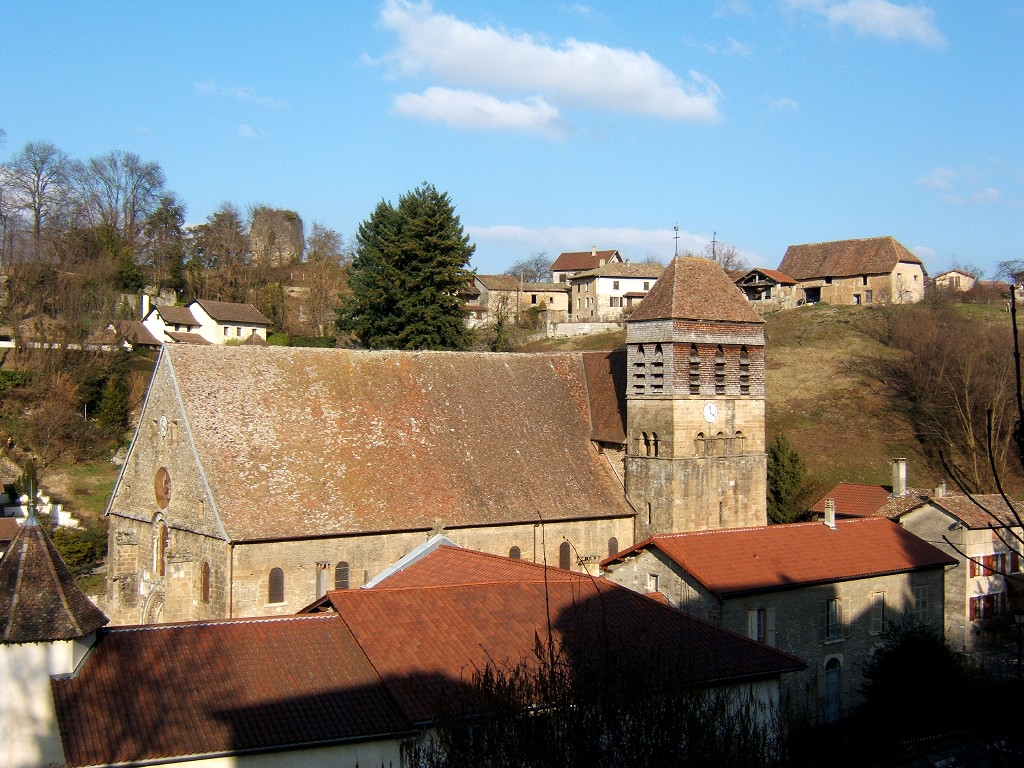
Vue générale de l'abbatiale.
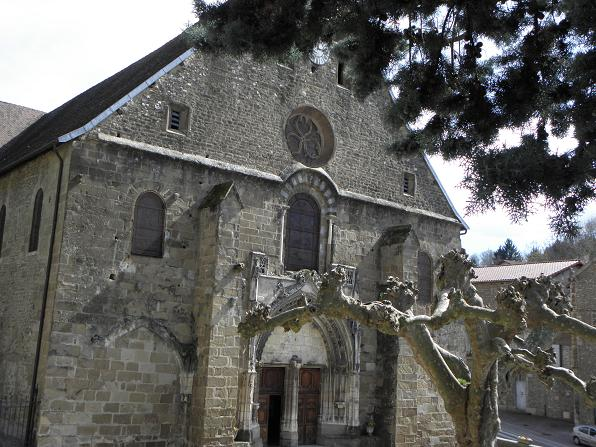
La façade ouest.
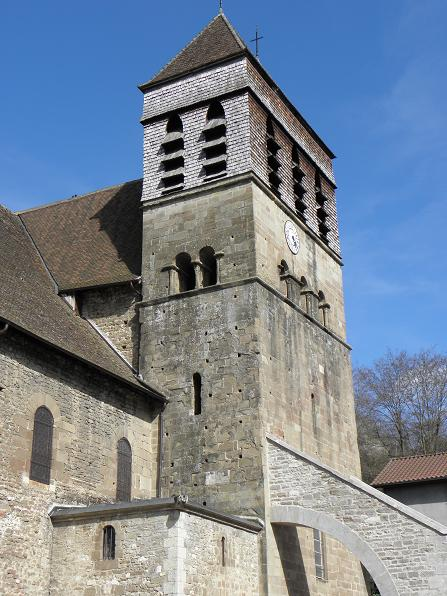
Le clocher.
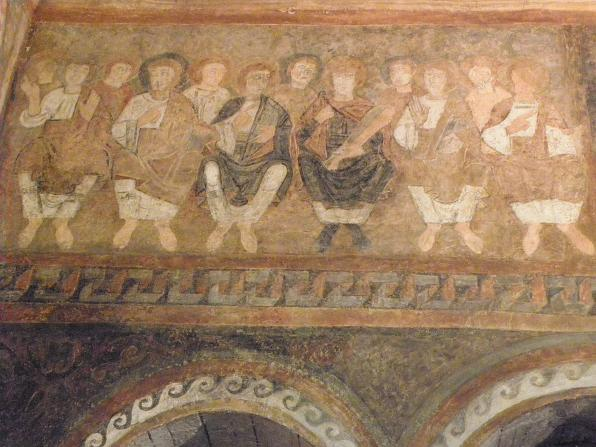
Fresque : les Vieillards de l'Apocalypse.
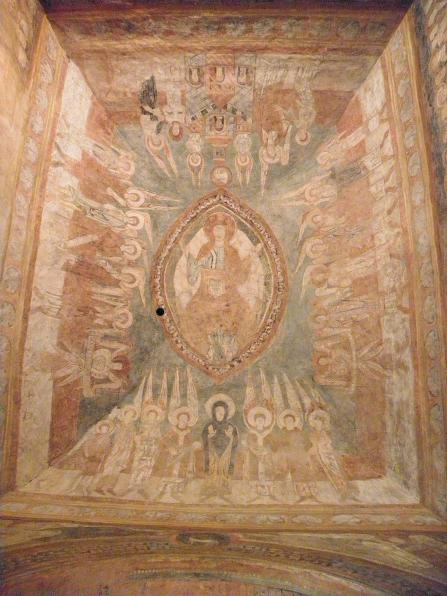
Fresque : le Christ en majesté.
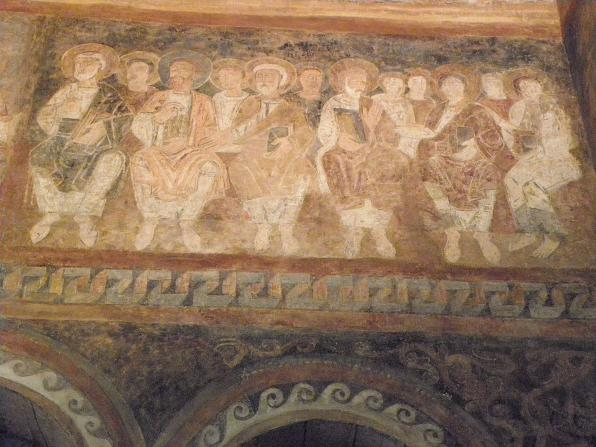
Fresque : les apôtres.

#### L'égliseSaint-Barthélémyde Chamont
Située à trois kilomètres du corps principal du village, dans le hameau de Chamont, cette église fut érigée en 1879. En 1982, elle devint désaffectée mais, en 2001, une association proche du prieuré lyonnais de la Fraternité sacerdotale Saint-Pie-X racheta le bâtiment. Depuis, elle est desservie par ses prêtres y officiant selon la forme tridentine du rite romain.

#### Les autres monuments
- Dans le village, le visiteur peut découvrir de nombreux bâtiments liés à l'abbaye avec ses maisons de chanoines.
- La tour du Poulet, des XIV, XVe et XVIIIe siècles, est le dernier vestige de l'ancien château fort de Montcarra, bâti par le chevalier Bertrand Carra en 1309. Le château fut incendié par l'archevêque de Vienne en 1402, car la famille des Torchefelon, qui en était propriétaire, se refusa de lui rendre hommage. Ensuite le château fut de la famille des Alleman[31],[32].
- Le château Teyssier de Savy, ou le Grand château[33], est un manoir des XVe – XVIe siècle, remanié au XVIIIe siècle, cité depuis le XIVe siècle. La petite bourgade qui s'est développée à partir du milieu du Moyen Âge, autour du monastère fondé au VIe siècle était protégé par une muraille et un château, détruit en 1576. L'édifice actuel a été reconstruit à la fin du XVIe siècle après les guerres de religion. Il est inscrit au titre des monuments historiques par arrêté du 6 juillet 2000[34].
- La Maison Minsac, demeure patronale d'un soyeux lyonnais, labellisée Patrimoine en Isère[35].
- La maison forte de Marchil, de la fin du XVe siècle[31].
- Église Saint-Maurice d'Arcisse.
- Sculpture représentant le Chat de Philippe Geluck et rendant hommage à l'œuvre de Frédéric Dard, ami de Geluck, inaugurée en 2024 dans le centre-bourg[36].

### Patrimoine culturel
- La Maison du patrimoine, musée municipal situé dans une ancienne maison de chanoine du XVIe siècle, présente le patrimoine de la commune de Saint-Chef, riche de près de 15 siècles d'histoire : de l'origine de la construction du monastère bénédictin à l'interprétation des fresques de l'église abbatiale, symbole du paradis céleste, en passant par la présentation des traditions locales, comme la vigne et la construction en terre, et des personnalités natives de la commune tels Frédéric Dard, Louis Seigner…

Quelques photos de divers monuments de Saint-Chef
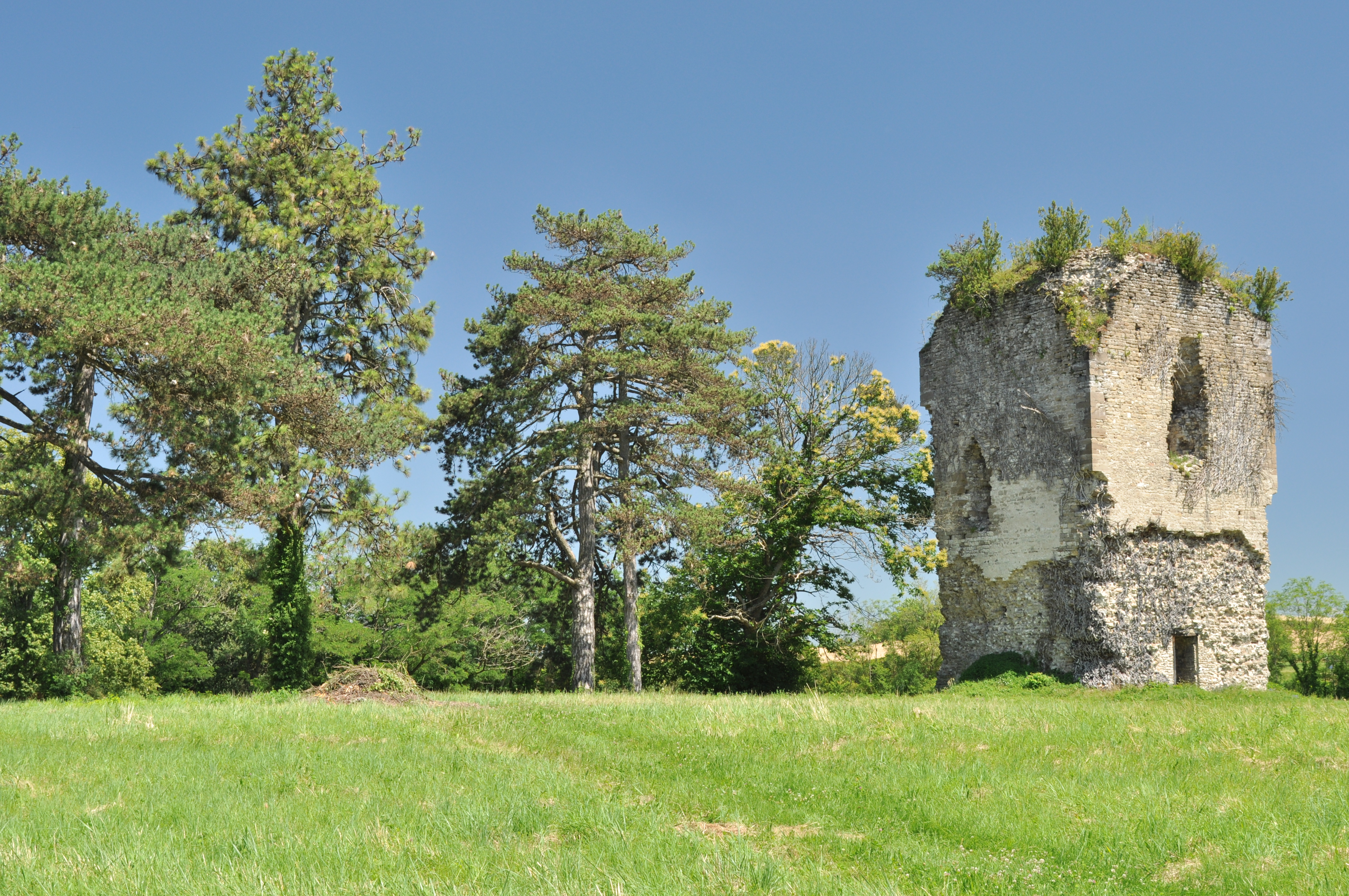
La Tour du Poulet.
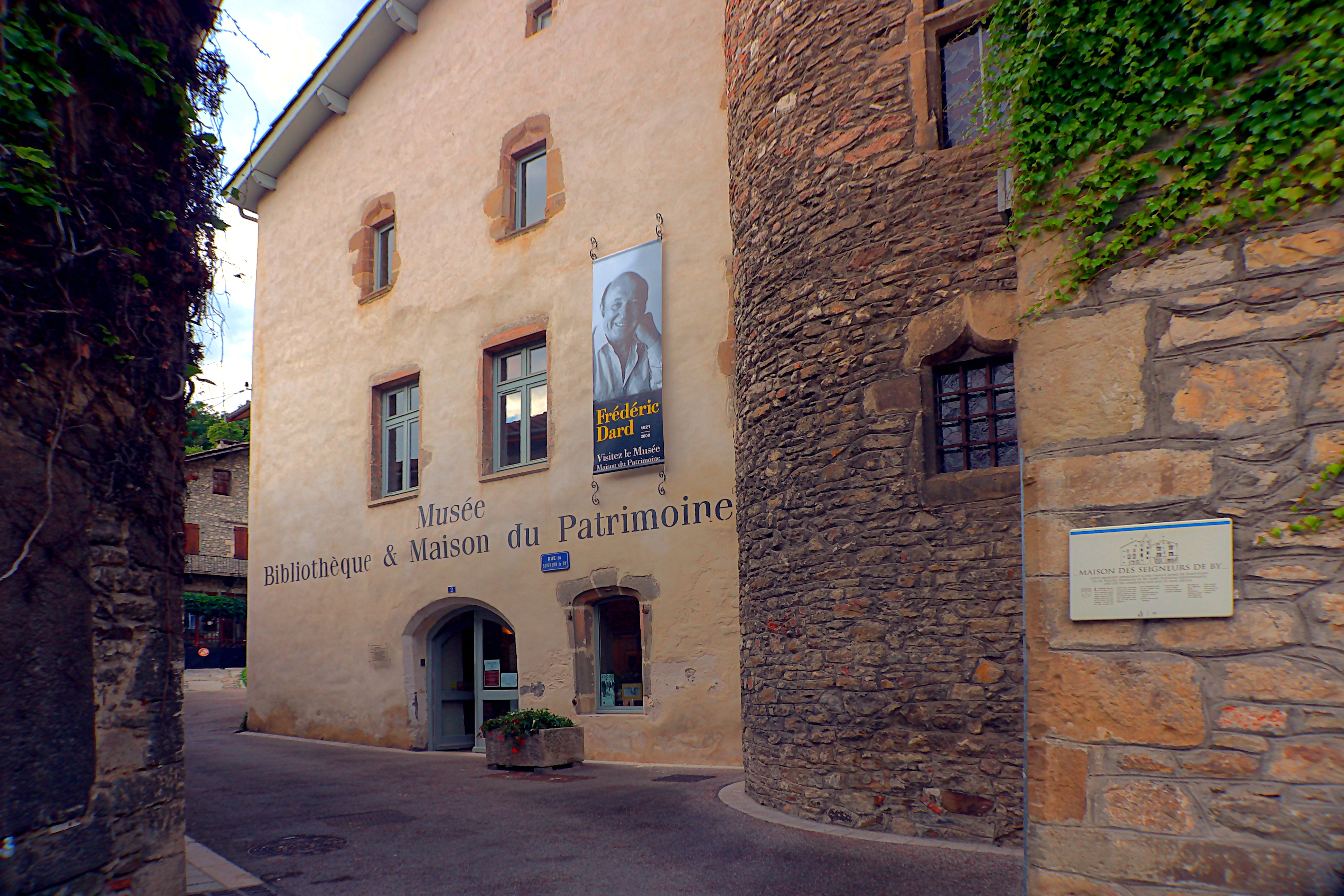
La Maison du patrimoine.
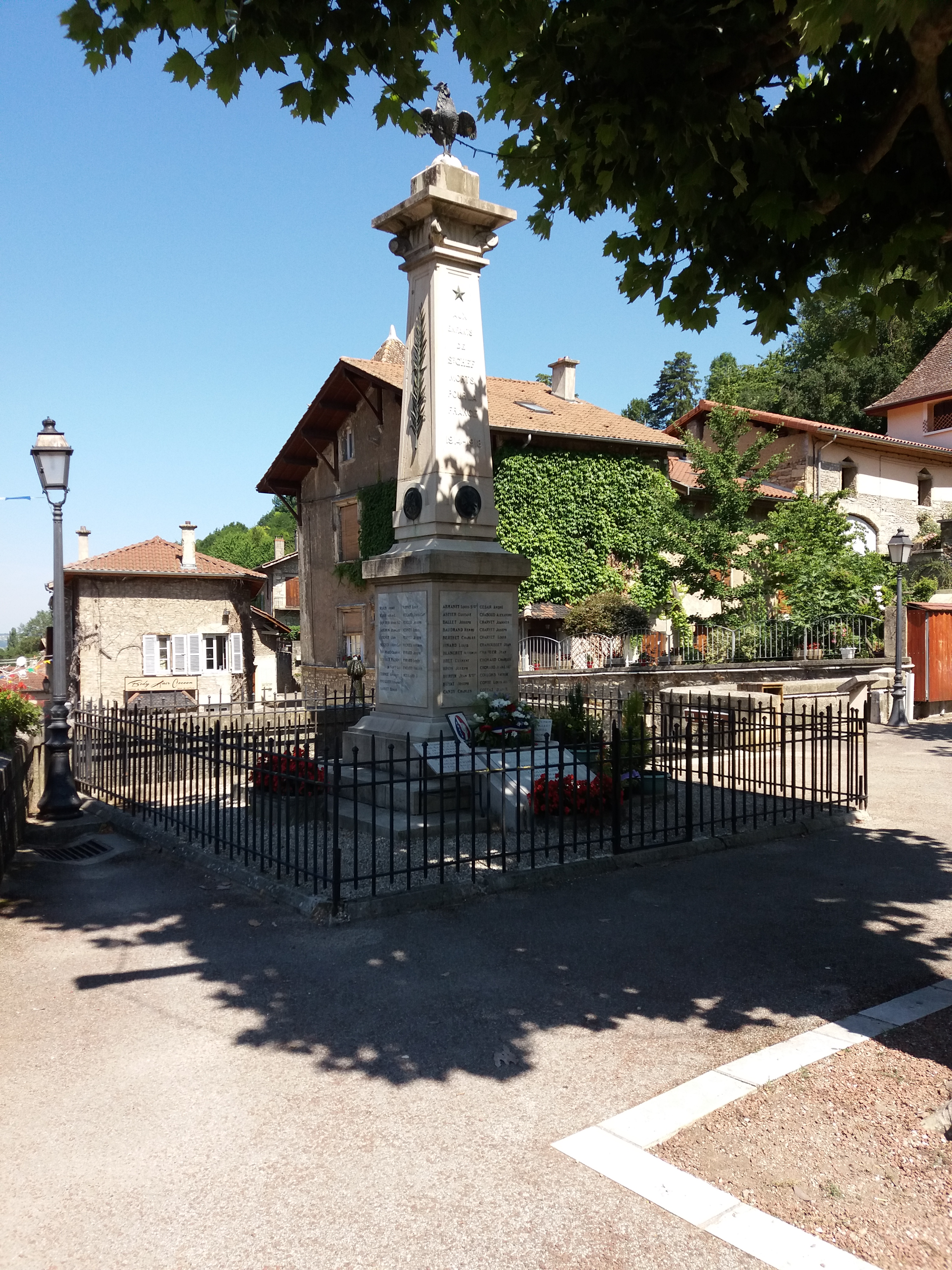
le monument aux morts
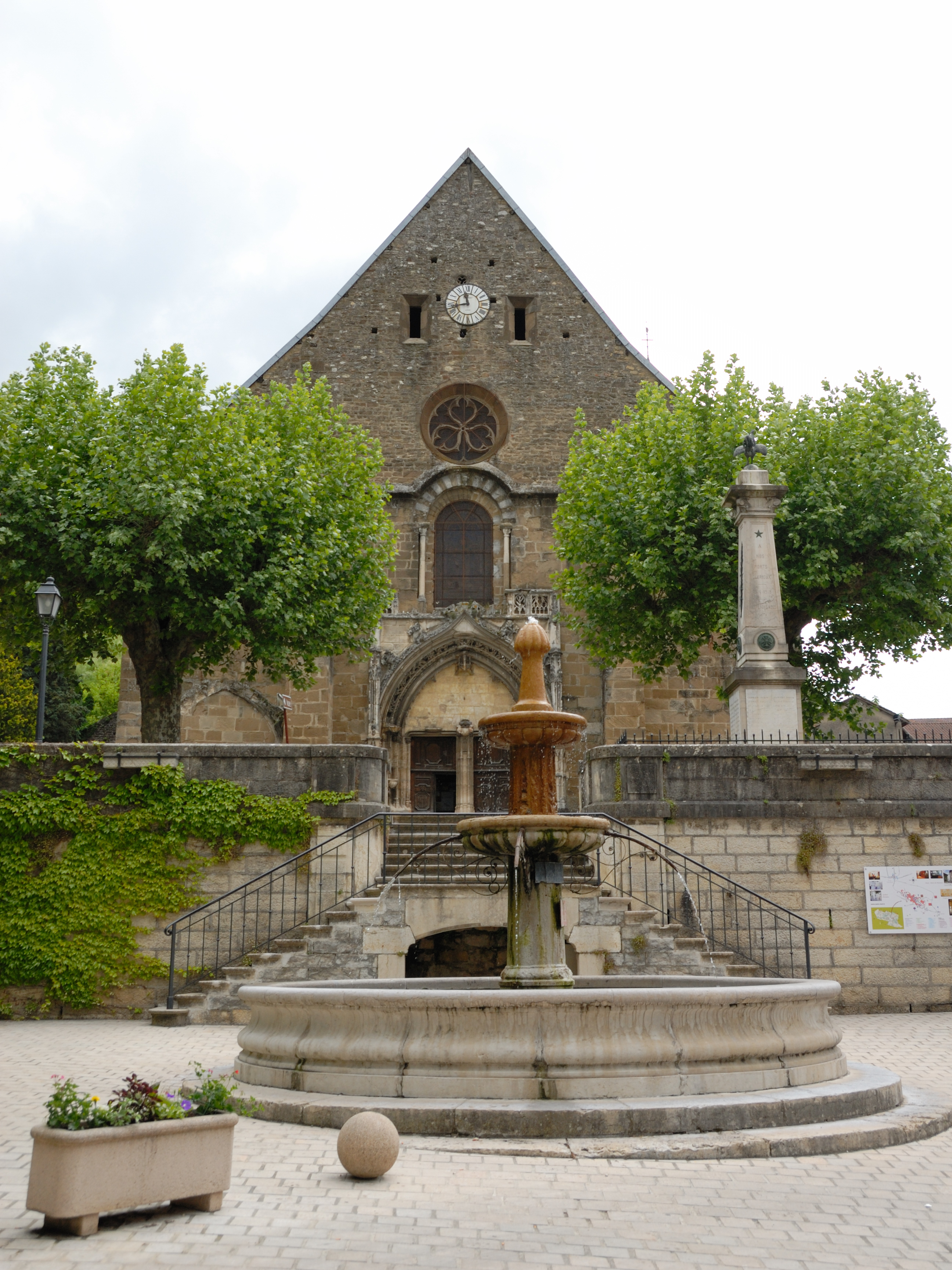
Église Saint-Theudère
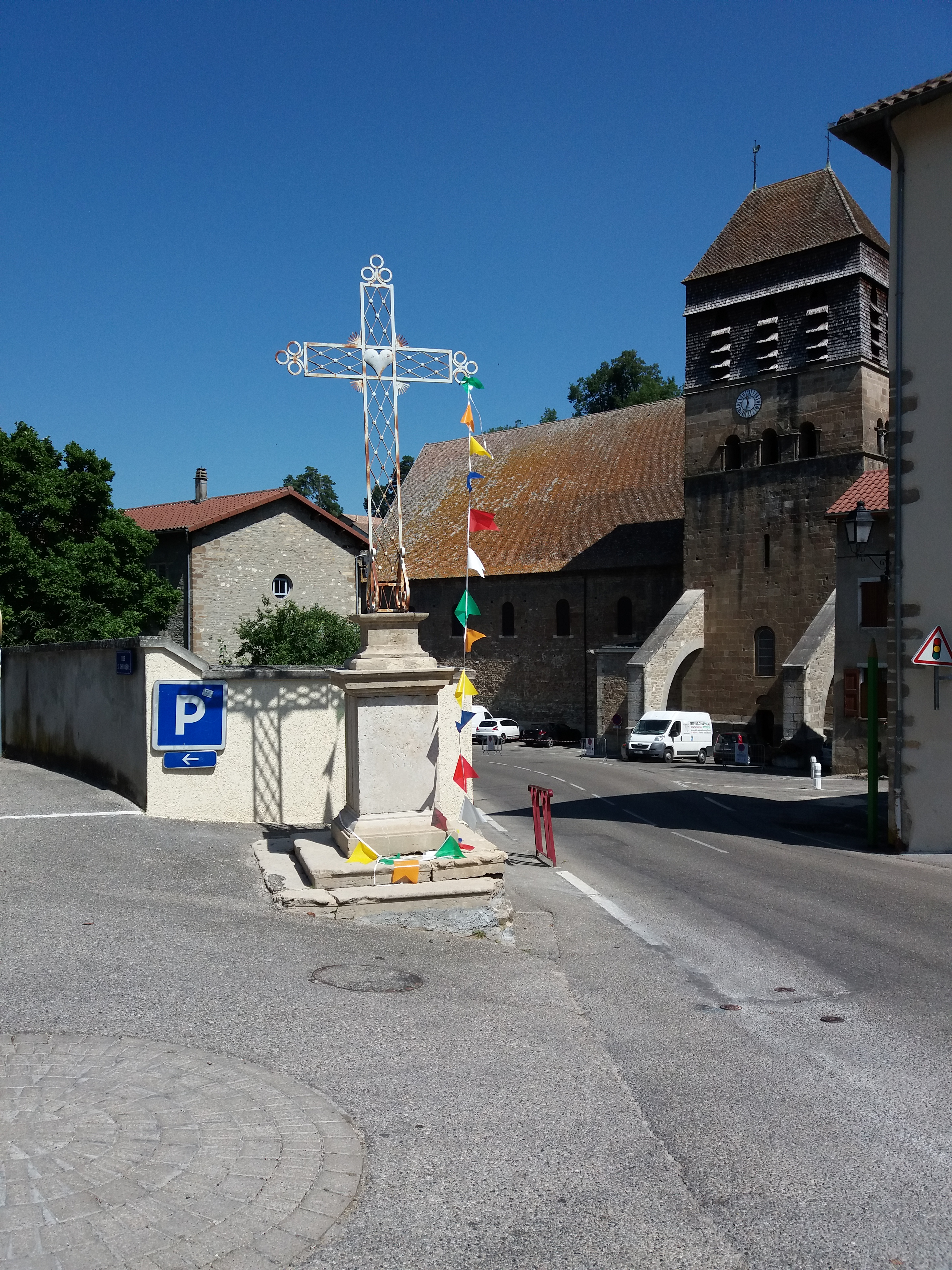
Croix de place
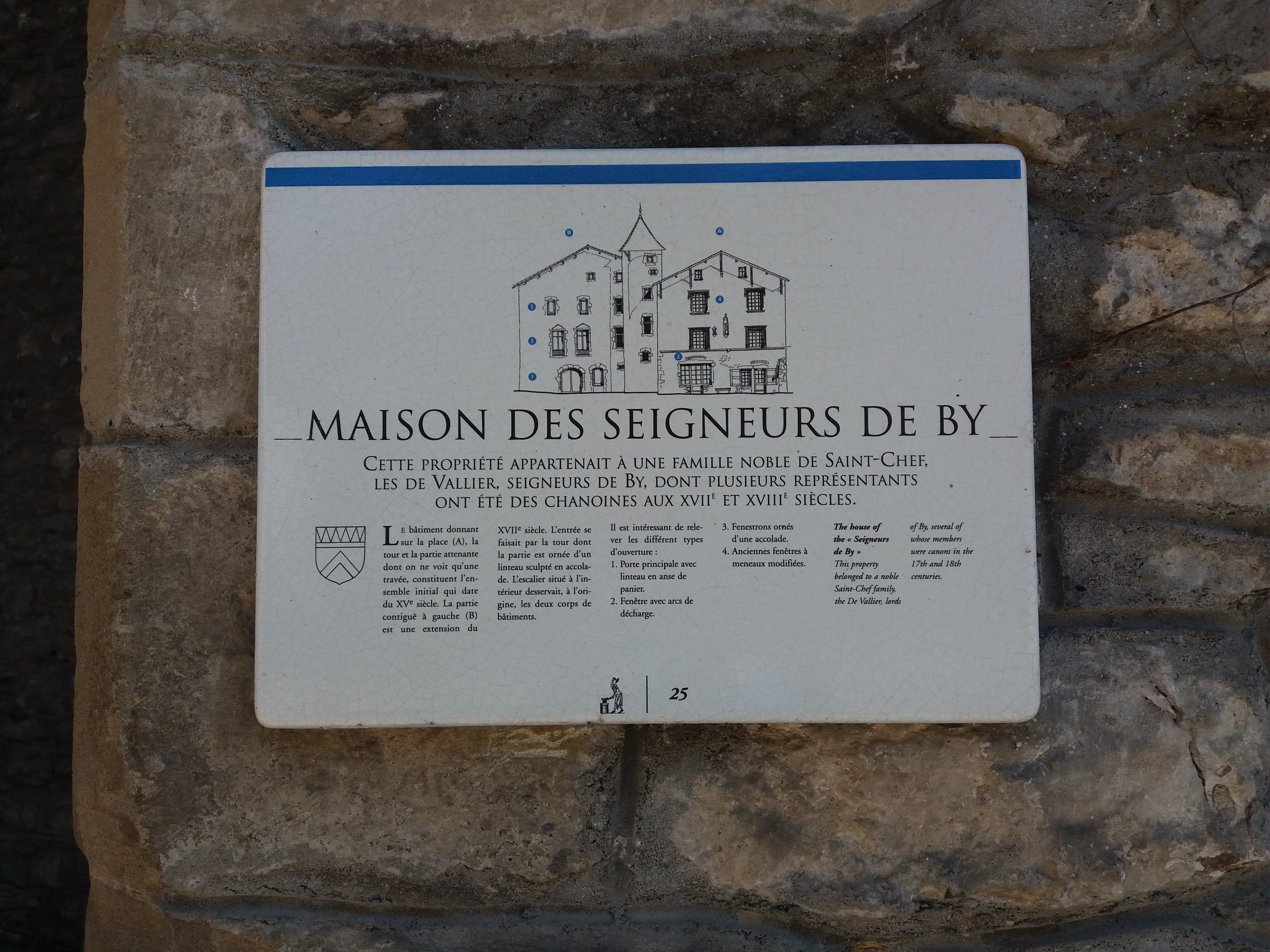
Saint-Chef - Plaque de la maison des seigneurs de By

### Personnalités liées à la commune

#### Personnages historiques
- Thibaut de Vienne (927-1001), né au château de Tolvon (Dauphiné), élevé à la cour royale de Bourgogne, instruit à l'abbaye Saint-Theudère de Saint-Chef, archevêque de Vienne de 957 à 1001, grand rassembleur, battant monnaie (le denier argent Thibaud), canonisé par le peuple dauphinois, dont le culte fut approuvé par Pie X en 1902 et inscrit au diocèse de Grenoble. Il fut, aux Xe et XIe siècles, l'un des promoteurs de l'abbatiale romane Saint-Theudère participant à la réalisation de ses fresques qui font de nos jours la renommée mondiale de la commune. Thibaut de Vienne eut dans sa lignée un autre saint, l'un de ses arrière-petits-neveux, dont il prophétisa la haute destinée : Thibaut de Provins (1039-1066). Les deux Thibaut appartiennent au lignage célèbre des Bosonides, puissants et violents féodaux de l'époque.
- Antoine Pécaudy de Contrecœur (1596-1688), capitaine du régiment de Carignan-Salières en Nouvelle-France. Premier seigneur de la seigneurie de Contrecœur, devenue Ville de Contrecœur (Québec). Cette ville fut jumelée à celle de Saint-Chef (1972).
- Theudère du Dauphiné (VIe siècle), moine et saint catholique, enfant du pays et fondateur du monastère autour duquel s'est développé le village.
- Hugues de Saint-Cher ou saint Chef, cardinal en 1245.
- Charles Legros, né à Saint-Chef en 1834, physiologiste et médecin, professeur d'anatomie à Paris, décédé en 1874.
- Marius Riollet (1880-1962), historien, satirique et dramaturge.

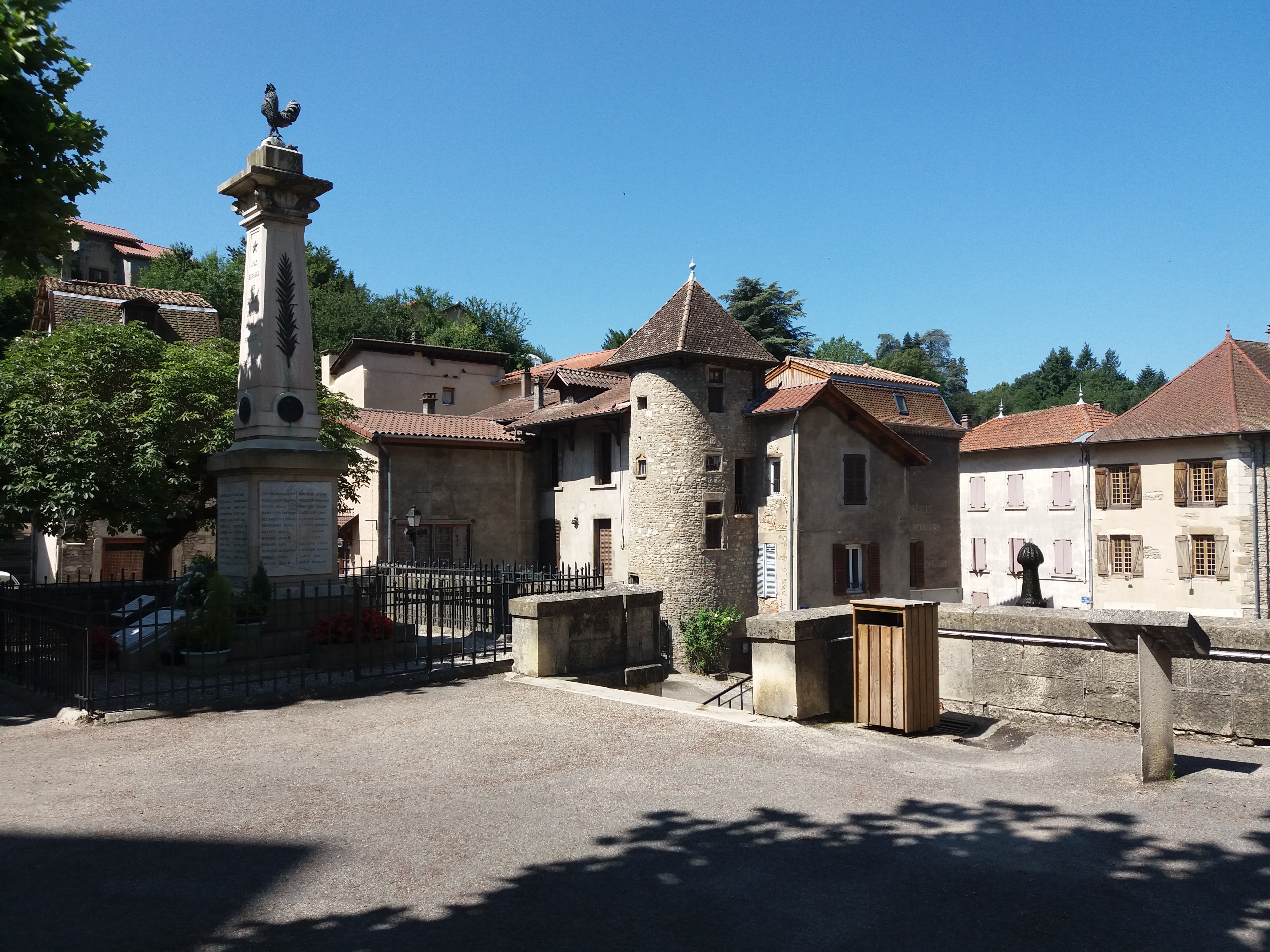
Place Louis Seignier

#### Personnalités artistiques
- Louis Seigner (1903-1991), acteur et sociétaire de la Comédie-Française, est né dans le hameau d'Arcisse. Par ailleurs, sa fille ainée Françoise Seigner repose dans le cimetière d'Arcisse.
- Frédéric Dard (1921-2000), écrivain célèbre pour sa série des San-Antonio. Il est enterré dans le cimetière du village. Dans les années 1930, il a vécu une partie de son enfance dans une maison de la famille de sa mère, Joséphine-Anna Cadet.

#### Personnages de fiction
- L'inspecteur Alexandre-Benoît Bérurier et sa nièce Marie-Marie, deux personnages de la série de romans San-Antonio, habitent à Saint-Chef que l'on peut retrouver sous le nom de Saint-Locdu le Vieux dans les San-Antonio.

#### Autres
- Joseph Bonnaire (1842-1910), horticulteur et rosiériste lyonnais né à Saint-Chef.

### Héraldique
| Blason de Saint-Chef | Blason  | Écartelé au 1) et 4) au soleil d’argent rayonnant d’or, au 2) et 3) de gueules aux clés passées en sautoir surmontées d’une tiare le tout d’argent. |
| Blason de Saint-Chef | Détails | Le statut officiel du blason reste à déterminer. |